# 訃報 1998年3月
訃報 1998年3月（ふほう 1998ねん3がつ）では、1998年（平成10年）3月中に物故した、又は物故が報じられた人物についてまとめる。

## （1日 - 15日）

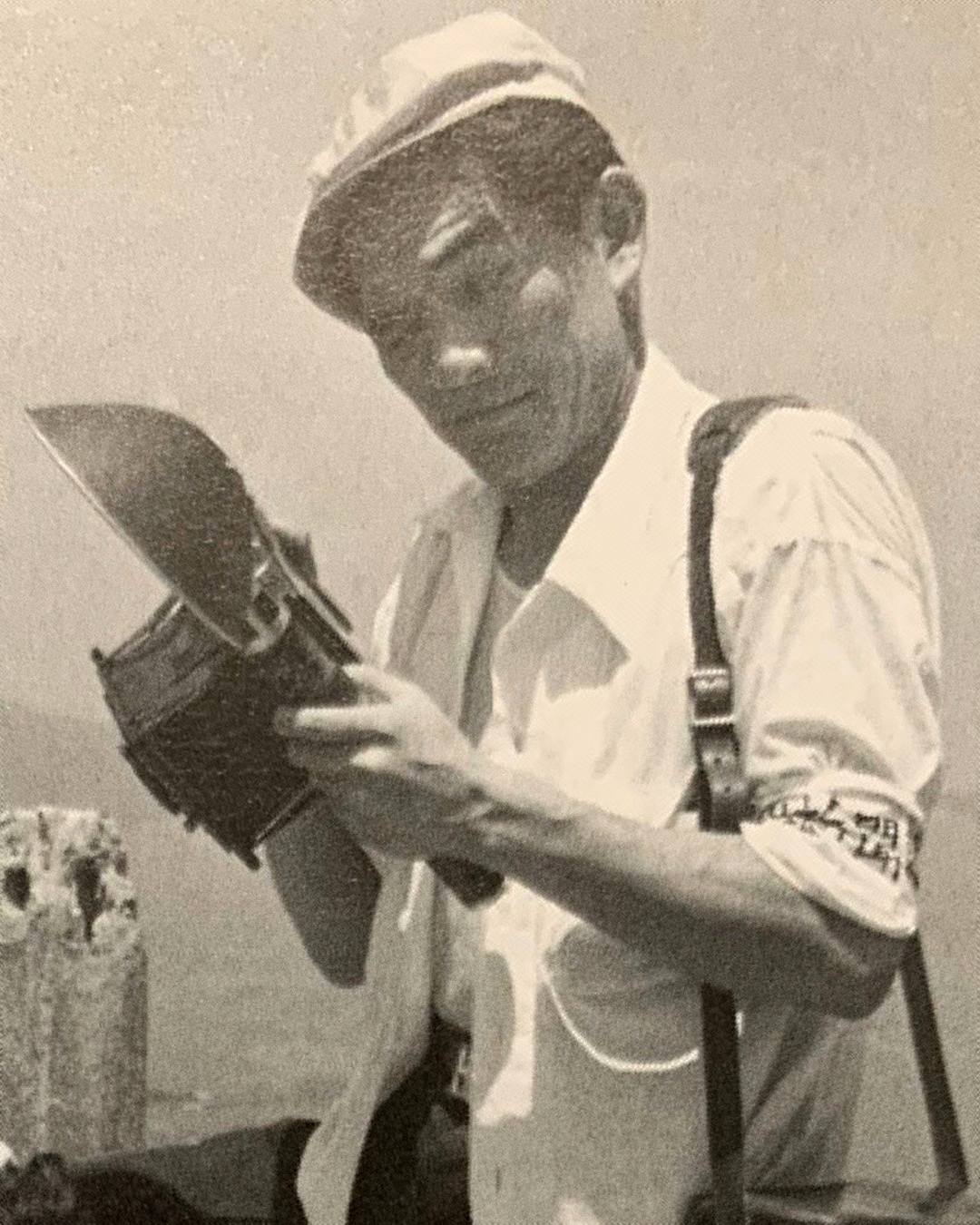
堺左千夫／3月11日没

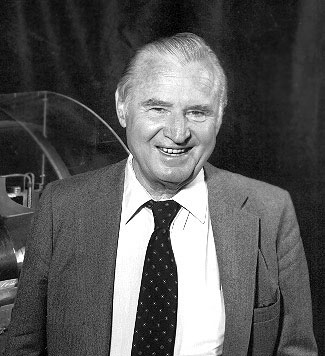
ハンス・フォン・オハイン／3月13日没

- 3月1日 - 水野忠彦、プロ野球選手（* 1926年）
- 3月10日 - 剣晃敏志、大相撲の力士（* 1967年）
- 3月11日 - 堺左千夫、俳優（* 1925年）
- 3月13日 - ハンス・フォン・オハイン、航空エンジニア（* 1911年）
- 3月13日 - 加太こうじ、評論家・庶民文化研究家（* 1918年）
- 3月13日 - 徳久利明、元プロ野球選手（* 1942年）

## （16日 - 31日）

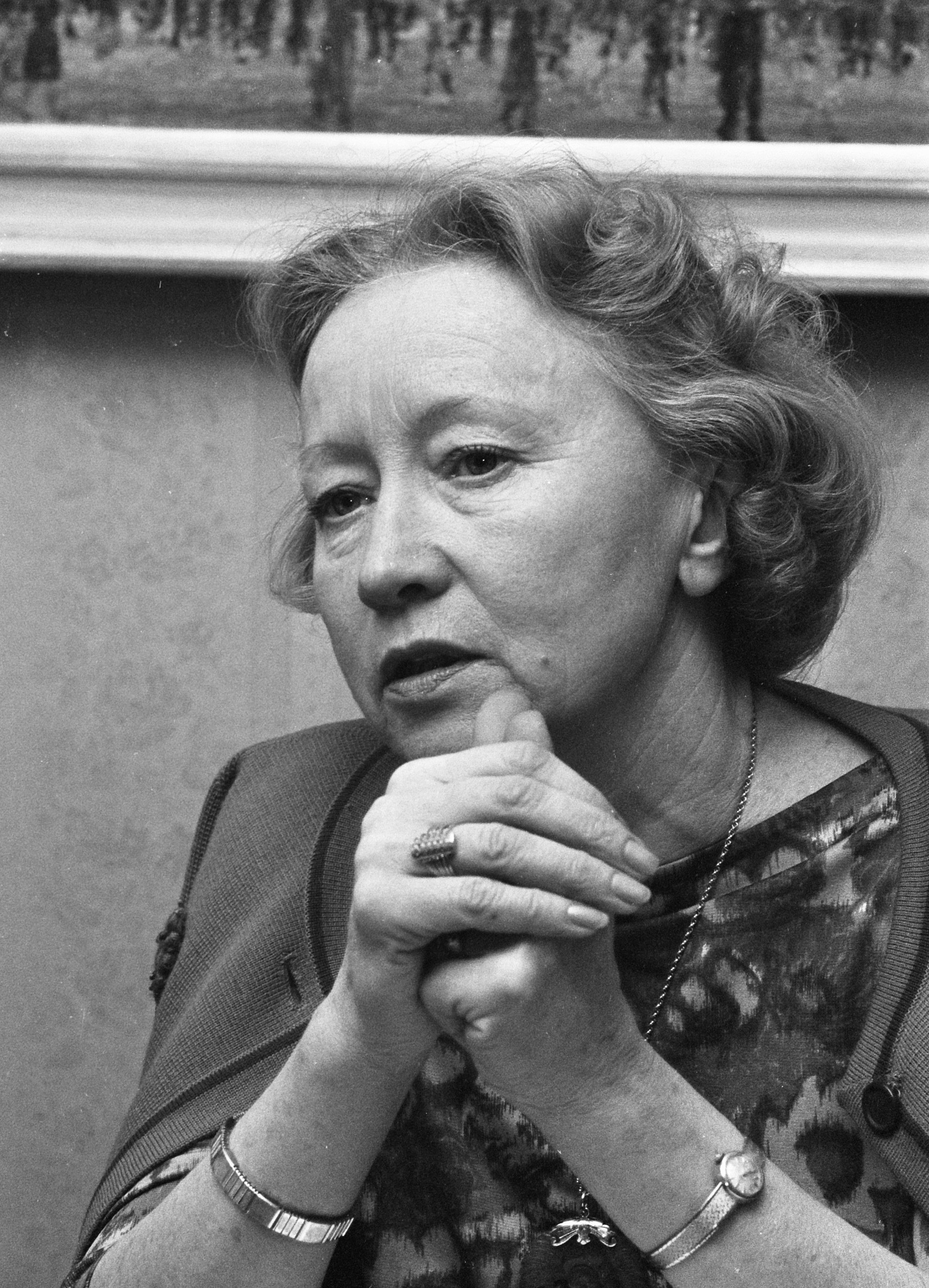
ガリーナ・ウラノワ／3月21日没

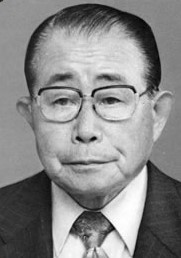
田中龍夫／3月30日没

- 3月16日 - 竹田直平、法学者（* 1900年）
- 3月16日 - デレック・バートン、化学者（* 1918年）
- 3月18日 - 島秀雄、鉄道技術者・国鉄技師長（* 1901年）
- 3月18日 - ステファニー・ポンド・スミス、元子役（* 1951年）
- 3月20日 - 愛野興一郎、衆議院議員、元経済企画庁長官（* 1928年）
- 3月21日 - ガリーナ・ウラノワ、バレリーナ（* 1910年）
- 3月23日 - 石丸寛、指揮者（* 1923年）
- 3月27日 - フェルディナント・アントン・エルンスト・ポルシェ、実業家・自動車技術者・デザイナー（* 1909年）
- 3月27日 - 山本茂実、小説家（* 1917年）
- 3月30日 - 田中龍夫、政治家、元自由民主党総務会長・文部大臣・通商産業大臣（* 1910年）